# Ashley Grahamová
Ashley Ann Grahamová, provdaná Ervinová, (* 30. října 1987 Lincoln, Nebraska) je americká modelka, známá zejména předváděním spodního prádla nadměrných velikostí maloobchodního oděvního řetězce Lane Bryant. Objevila se také na titulní straně časopisu Elle Quebec a v módních magazínech Vogue, Harper's Bazaar, Glamour či Elle UK. Opakovaně se zapojila do kampaní oděvní firmy Levi's. O modelingu plnoštíhlých hovořila v talk show Noční show Jaye Lenoe, Entertainment Tonight a v pořadu CBS News.
V roce 2016 se stala první modelkou prádla nadměrných velikostí, která se objevila na obálce plavkového vydání časopisu Sports Illustrated Swimsuit Issue.

## Soukromý život

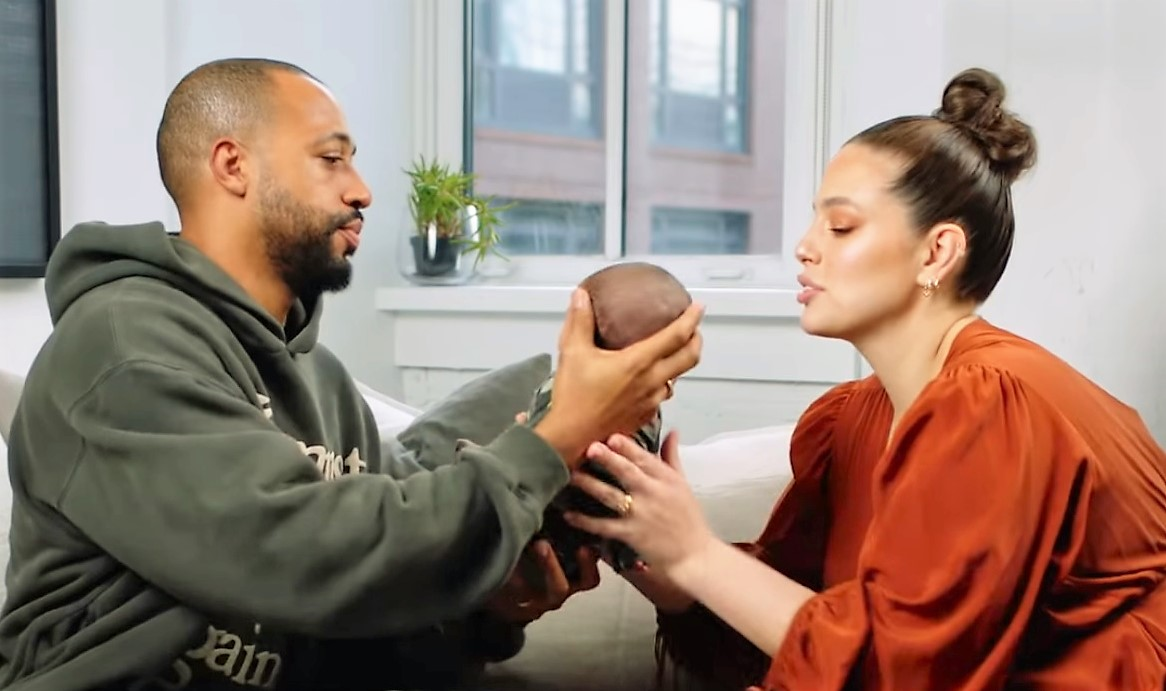
Justin Ervin, Isaac a Ashley Grahamovi

Ashley Ann Graham se narodila v říjnu 1987 v nebraské metropoli Lincolnu, kde také vyrostla. Má dvě mladší sestry. V letech 1999–2002 navštěvovala nižší střední školu Scott Middle School a další tři roky pokračovala studiem na střední škole Lincoln Southwest High School. Během nakupování v omazském obchodě Oak View Mall ji v roce 2000 – ve věku dvanácti let –, objevila agentura I & I.
Zařadila se mezi zastánkyně politického hnutí Health at Every Size. V roce 2009 se v kostele seznámila s videografem Justinem Ervinem, za něhož se následujícího roku provdala. Do manželství se narodili tři synové, v lednu 2020 Isaac Menelik Giovanni Ervin a dvojčata během ledna 2022.

## Kariéra
V roce 2001 podepsala smlouvu s modelingovou agenturou Wilhelmina Models. O dva roky později uzavřela kontrakt s Ford Models. Během rané fáze předvádění modelů se objevila v časopisu YM. V dubnu 2007 se představila v medailonku Sally Singerové na stránkách magazínu Vogue a v říjnu 2009 nafotila snímky pro Glamour v sérii „These Bodies are Beautiful at Every Size“ (Tahle těla jsou krásná v každé velikosti), spolu s dalšími plnoštíhlými modelkami Kate Dillon Levinovou, Amy Lemonsovou, Lizzie Millerovou, Crystal Rennovou, Jennie Runkovou a Anansou Simsovou. Roku 2010 pózovala v kontroverzní televizní reklamě oděvního řetězce Lane Bryant. Na YouTube ji zhlédlo přes 800 tisíc návštěvníků. Ke kontroverzi se následně vyjádřila 31. října 2010 v Noční show Jaye Lenoe.
V prosinci 2010 uvedla piktorial v časopise Bust. Účinkovala v několika kampaních firmy Levi's, včetně „Curve ID SS 2011“ se Sabinou Karlssonovou, Anou Lisboou, Marquitou Pringovou a McKenzie Raleyovou, nebo „Boyfriend Collection F/W 10“ s Rachel Clarkovou, Anou Lisboou, Anais Maliovou, Marquitou Pringovou a Ashley Smithovou. Pro italský oděvní dům Marina Rinaldi se podílela na kampaních „Spring/Summer 2012“, „Fall/Winter 2012 denim“, a „Fall/Winter 2012 sport“.
Roku 2013 navrhla kolekci spodního prádla pro kanadského prodejce oděvů nadměrných velikostí Addition Elle. V seriálu Made na stanici MTV byla instruktorkou adeptek na plnoštíhlé modelky. V květnu 2014 pózovala v mezinárodním vydání Harper's Bazaar a představila se také na obálce červnového čísla Elle Quebec 2014. V roce 2015 se objevila na stránkách plavkového vydání Sports Illustrated Swimsuit Issue a roku 2016 se stala první plnoštíhlou modelkou na obálce tohoto magazínu.
V letech 2016–2018 působila jako moderátorka ze zákulisí v soutěžích krásy Miss USA a Miss Universe. Zasedla také v porotě reality show vyhledávající nové modelky Amerika hledá topmodelku, vysílané na stanici VH1.
Roku 2017 vydala knihu A New Model: What Confidence, Beauty, and Power Really Look Like. V autobiografii popsala svou zkušenost s modelingem a obhájkyně pozitivního přístupu k vlastnímu tělu.
V listopadu 2018 bylo oznámeno, že se stala porotkyní druhé řady soutěže American Beauty Star.